# Nhị Thủy

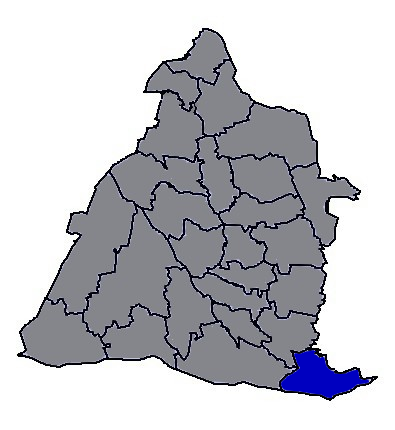
Vị trí tại Chương Hóa

Nhị Thủy (tiếng Trung: 二水鄉; bính âm: Èrshuǐ Xiāng) là một hương (xã) của huyện Chương Hóa, tỉnh Đài Loan, Trung Hoa Dân Quốc (Đài Loan). Hương nằm ở mũi đông nam của huyện và có diện tích 29,4448 km², dân số vào tháng 8 năm 2011 là 16.424 người thuộc 5.338 hộ gia đình, mật độ cư trú đạt 557,8 người/km².